# Un giorno all'improvviso
Un giorno all'improvviso è un film drammatico del 2018 scritto e diretto da Ciro D'Emilio, riconosciuto di interesse culturale dal Mibact. Il film con Anna Foglietta è stato selezionato in concorso nella sezione Orizzonti alla 75ª Mostra internazionale d'arte cinematografica di Venezia.

## Trama
Miriam e Antonio sono madre e figlio e vivono insieme in un modesto appartamento nell'hinterland di Napoli. Miriam è affetta da disturbi mentali, a causa dei quali assume diversi farmaci, e Antonio, che ha appena 16 anni, si prende cura di lei, dividendosi tra la casa, il lavoro notturno come benzinaio e la militanza nella locale squadra di calcio. Inoltre, madre e figlio coltivano insieme la terra lasciata loro dal nonno, vendendone i prodotti a commercianti del posto.
Il padre di Antonio, Carlo, si è rifiutato di riconoscere il figlio e ha anzi pagato perché sparisse per sempre dalla sua vita. Miriam non si è però rassegnata alla fine della relazione con l'uomo e per questo si reca spesso nel bar da lui gestito o sotto la sua abitazione, cercando inutilmente di parlargli o comunque di attirare la sua attenzione. I comportamenti della donna, per di più, mettono in allarme i servizi sociali, che minacciano di separare madre e figlio, in quanto non in grado di prendersi cura l'uno dell'altra.
La vita di Miriam e di Antonio potrebbe andare incontro a un'importante svolta quando il ragazzo, che ha rinunciato anche all'amore pur di stare accanto alla madre, supera il provino per una squadra di calcio di Serie A. Miriam accetta la proposta di trasferirsi, ma prima vuole salutare per l'ultima volta Carlo, dal quale si reca con una cesta di prodotti della sua terra.

## Distribuzione
In Italia il film è distribuito dalla No.Mad Entertainment srl a partire dal 29 novembre 2018.

## Riconoscimenti
- 2019 - David di Donatello[2]
  - Candidatura per la Migliore attrice protagonista a Anna Foglietta
- 2019 - Nastri d'Argento[3]
  - Miglior attrice protagonista a Anna Foglietta
  - Premio Guglielmo Biraghi a Giampiero De Concilio
  - Candidatura per il Miglior regista esordiente a Ciro D'Emilio
- 2018 - Mostra internazionale d'arte cinematografica di Venezia
  - Premio di Critica Sociale Sorriso Diverso
  - Premio Nuovo Imaie a Giampiero De Concilio
  - Premio Fice Attrice dell’anno ad Anna Foglietta
- 2018 - Festival del cinema italiano di Annecy
  - Prix CICAE
- 2019 - Faro d'Argento[4]
  - Miglior film
- Quinzaine du Cinéma Italien de Chambéry
- Cinemed - Festival Cinema Mediterranéen Montpellier